# Halekere, Sakleshpur
Halekere là một làng thuộc tehsil Sakleshpur, huyện Hassan, bang Karnataka, Ấn Độ.